# Campillo de Dueñas (kommunhuvudort)
Campillo de Dueñas är en kommunhuvudort i Spanien.   Den ligger i provinsen Provincia de Guadalajara och regionen Kastilien-La Mancha, i den centrala delen av landet, 180 km öster om huvudstaden Madrid. Campillo de Dueñas ligger 1 118 meter över havet och antalet invånare är 108.
Terrängen runt Campillo de Dueñas är platt åt nordost, men åt sydväst är den kuperad.  Trakten runt Campillo de Dueñas är nära nog obefolkad, med mindre än två invånare per kvadratkilometer. Närmaste större samhälle är Molina de Aragón, 17,6 km väster om Campillo de Dueñas. Omgivningarna runt Campillo de Dueñas är i huvudsak ett öppet busklandskap.